# ستيغ يوهانسن
ستيغ يوهانسن (بالنرويجية البوكمول: Stig Johansen)‏ هو لاعب كرة قدم نرويجي في مركز الهجوم، ولد في 13 يونيو 1972 في Kabelvåg ‏ في النرويج. شارك مع منتخب النرويج لكرة القدم. أما مع النوادي، فقد لعب مع نادي بريستول سيتي ونادي بودو/غليمت ونادي ساوثهامبتون ونادي هلسينغبورغ.

## وصلات خارجية
- ستيغ يوهانسن على موقع اتحاد النرويج (النرويجية)
- ستيغ يوهانسن على موقع قاعدة بيانات كرة القدم.إي يو (الإنجليزية)
- ستيغ يوهانسن على موقع ناشيونال فوتبول تيمز (الإنجليزية)
- ستيغ يوهانسن على موقع Soccerway.com (الإنجليزية)
- ستيغ يوهانسن على موقع عالم كرة القدم.نت (الإنجليزية)